# اشتاوفنبرگ (هسن)
شهر اشتاوفنبرگ (به آلمانی: Staufenberg) در ایالت هسن در کشور آلمان واقع شده‌است.